# SN 2002ag
SN 2002ag – supernowa odkryta 9 stycznia 2002 roku w galaktyce A105312+5700. W momencie odkrycia miała maksymalną jasność 23,50m.